# 空中客车集团
2023年收入來源
空中巴士集團，正式名稱為空中巴士歐洲股份公司（英語：Airbus SE）是一家由歐洲多國政府所合資、專營航空器與航天器之開發及銷售的綜合企業。註冊於荷蘭萊頓、總部位於法國图卢兹，旗下企業包括空中巴士公司、空中巴士國防航天公司和空中巴士直升機公司等。2000年7月10日成立，當時名為歐洲航空國防航天公司（European Aeronautic Defence and Space Company，簡稱EADS），2004年改名為空中巴士集團公司（Airbus Group SE），2017年改為現名。
空中巴士集團是目前全世界僅有三間能生產大型廣體客機的製造商其中之一，與美國製造商波音共同主導全球的民用航空器市場。同時空中巴士集團也生產諸多軍用機及飛行武器。

## 历史

### 草創與簽訂（1967年-1997年）
1960年代，剛經歷二戰後的歐洲各國為尋求能復興歐洲經濟，且期望歐洲工業界能與美國競爭，於是法國、德國以及後來加入的西班牙以及英國開始草擬成立空中巴士工業公司計畫。起初的空中巴士公司做為聯合企業的初衷是期望歐洲能夠像麥道公司與波音公司的競爭，後來才在1960年代中期尋求跨國合作的方式，直接對決世界級的飛行器製造商。1967年9月，英國、法國以及德國三國政府正式簽訂諒解備忘錄（MoU），歐洲各航空製造商開始研擬空中巴士最早的產品──空中巴士A300，這是繼協和客機後，歐洲第二個聯合飛機研發計畫。接著於1970年12月18日，空中巴士工業公司正式成立。

### 合併構想（1997年-1999年）
1997年6月，英國宇航總經理約翰·舒斯頓指出：「歐洲必須在預算只有美國的一半的情況下與三倍數量的承包商打交道。」。即尋求歐洲政府能夠將歐洲巴士工業公司從聯合企業的型態進一步合併為獨立資本的公司，以降低製造飛機的成本。這是空中巴士從聯合企業型態跨往獨立資本公司的第一步。
早在1995年，德國航空器製造商戴姆勒克莱斯勒航空航天公司（DASA）與英國宇航（BAe）曾欲合併成一間飛航器製造商。這兩家公司設想法國航太及其他歐洲主要的宇航製造商都纳入其中，前提是必須完成私有化。而這整合的第一步則是讓空中巴士公司從BAe、DASA、法國航太的共同體中脫離成為獨立的公司。為了達成目的，BAe與DASA聯手對付來自法國製造商的反對。與空中巴士公司一樣，BAe和DASA同時也是帕納維亞旋風戰鬥機和颱風戰鬥機等研發計畫的合作夥伴。1998年7月，BAe與DASA正式啟動合併談判，然而同時法國宇航則宣布將與馬特拉公司合併，並降低法國政府的股份。。1998年12月，BAe董事長理查德·埃文斯與DASA首席執行長達成合併協議。然後，在1998年12月12日英國通用電氣將其下屬的馬可尼電子系統（MES）掛牌出售，BAe取消了合併協議，轉向收購其對手的競爭交易。1999年1月19日，BAe與MES宣布成立英國航太系統（BAE Systems plc），於11月30日完成合併。2004年，埃文斯说他主要是担心美国防务承包商会收购MES，对BAe和DASA都造成威胁。

### EADS成立與整合（1999年-2008年）
1999年6月11日，DASA與西班牙航太（CASA）簽訂合併諒解備忘錄。接著於10月14日，DASA同意與法國宇航-馬特拉公司合併成立歐洲航空國防與航空公司（EADS）。2000年7月10日，EADS正式成立。EADS成為世界上最大的跨國工業集團，也是歐洲境內最大的航空國防集團，其資本而更是排名世界第三，僅次美國的波音以及洛克希德馬丁公司。
2001年1月，空中巴士工業公司從聯合企業正式轉為獨立資本的股份公司。EADS和BAE將旗下擁有的空中巴士工廠轉移至新公司旗下。2001年4月，EADS同意將旗下導彈部門以及BAE的導彈部門與義大利芬梅卡尼卡公司合併成立歐洲導彈集團。新公司於2001年12月正式成立，成為世界上第二大導彈製造商，而EADS持有37.5%股份。
2003年6月16日，EADS收購BEA旗下的衛星和宇宙系統製造公司阿斯特里姆的25%股份，成为唯一的股東。EADS為此支付了8400萬英鎊，但由於公司持續虧損，BAE再度投入了相同的金額最為公司的重建基金。2003年11月，EADS宣布正在考慮與日本公司和日本經濟產業省共同開發更大、更快和更安静的超音速客機以取代同年10月退役的協和客機。
雖然BAE一直不斷否認，不過早在2000年就不斷有消息指出BAE希望出售空中巴士公司20%的股份。然而2006年4月6日，BBC報導指出其股份已經實際出售，保守金額約為24億英鎊。由於談判緩慢，BAE行使販賣選擇權，指定投資銀行N·M·羅思柴爾德父子負責獨立估價。六天後，空中巴士宣布股票重創，造成空中巴士A380研發計畫延後。2006年6月2日，羅思柴爾德對BAE所持有的股價推估為18.7億英鎊，遠低於各方所預期。接著，BEA董事會宣布股份出售將繼續進行，2006年10月6日通過出售，10月13日完成交易，EADS成為空中巴士的唯一股東。

### 近期（2008年-2014年）
2008年2月29日，美国空军向诺思罗普·格鲁曼公司采购价值350亿美元的空中加油机KC-45，EADS成为主要分包商。这是美国国防部史上最大的合同之一，最初金额为350亿美元，但有可能增长至1000亿美元。根据这份合同，诺思罗普·格鲁曼和EADS将在A330基础上建造179架飞机，为包括战斗机和运输机在内的军用飞机提供空中加油服务。飞机总装将在亚拉巴马州莫比尔附近的空客工厂进行，而零件则来自于全球各地的供应商。然后，这份合同的另一竞投人波音公司则提出了抗议并得到美国政府责任署的支持。2010年3月8日，诺思罗普·格鲁曼宣布放弃参与新合同的竞标，其CEO称新合同要求对波音有利。4月20日，EADS宣布重新加入该合同的竞争。
2012年9月12日，有报道称BAE与EADS正在讨论合并的可能性。在新的扩大的公司中，BAE将持有40%股份，而EADS持有60%。鉴于令人不满的现状，EADS的关键股东拉加代尔集团要求EADS重新考虑合并计划。2012年10月，合并计划取消。
成立空中巴士集团银行，使空中巴士集团可以在对外武器销售时获得来自欧洲中央银行的借贷利率补贴。

### 重组
在合并计划取消后数周，公司宣布了一项新的重组计划，以简化管理和股东结构。随后，法国媒体集团拉加代尔和戴姆勒公司出售了其股份。2013年7月31日，报道称EADS将在2014年更名为空中巴士集團，名字来源于其最重要的利润部门空中巴士公司。
2014年1月，EADS重组更名为空中巴士集团，下辖三个业务部门。

## 组织结构

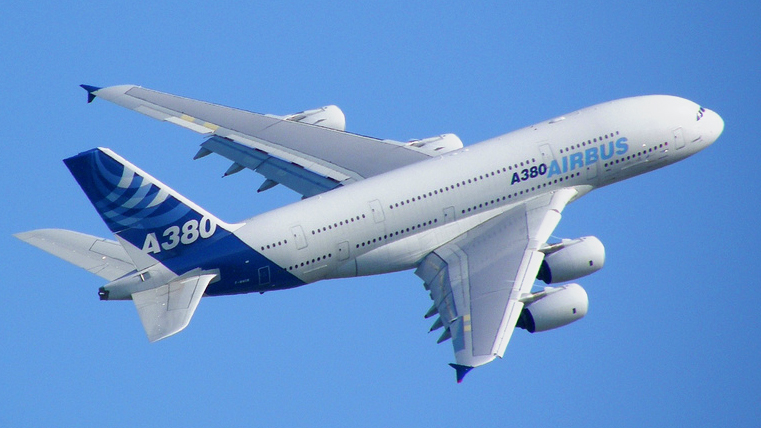
空中客车A380

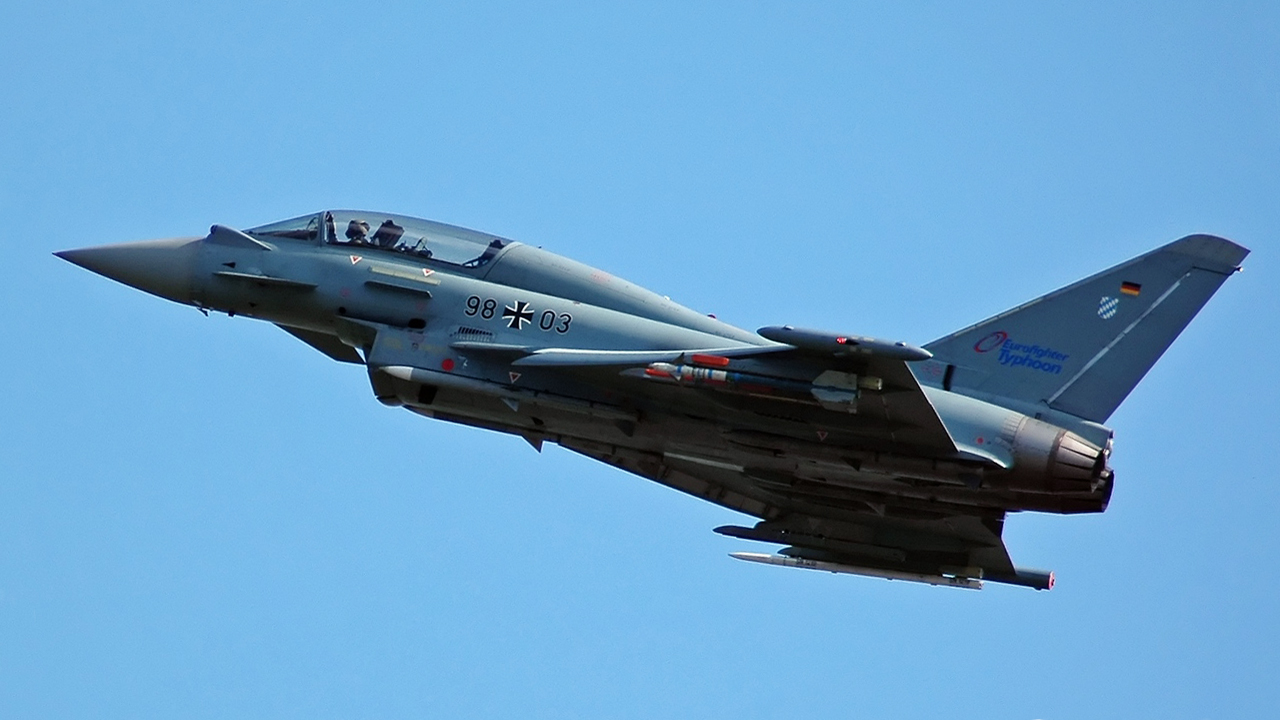
台风战斗机

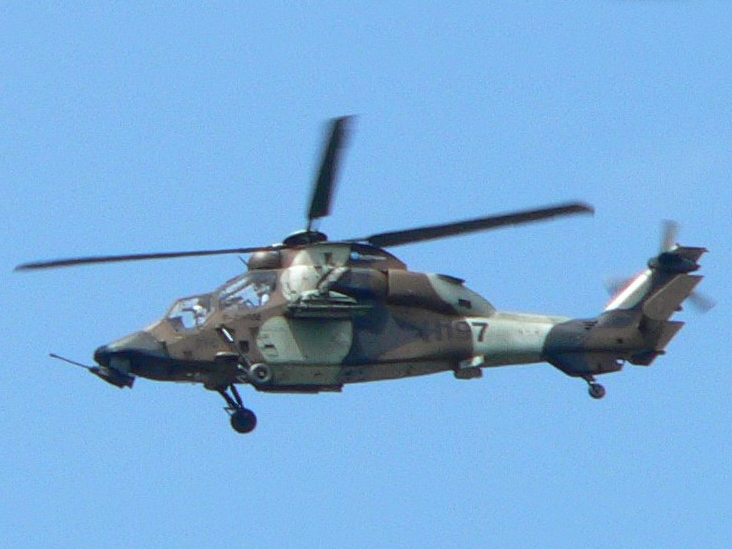
虎式直升机

### 空中客车公司
民用飞机制造部门空中客车公司是销售额和员工最多的部门。

### 空中客车防务与航天公司
空中客车防务与航天公司于2014年1月在原EADS的空中客车军事、阿斯特里姆和卡西迪安部门合并而成。

### 空中客车直升机公司
空中客车直升机公司的前身欧洲直升机公司是全球领先的直升机制造商。

### 其他部门及子公司
- 中国空中客车集团（100%）
- 美国空中客车集团
- 達梭航空公司（46%）
- 歐洲戰機公司（46%）
- 欧洲导弹集团（37.5%）
- 阿里亚娜空间公司（30%）
- 帕特里亚公司（27%）
- ATR（50%）
- 索卡塔公司（30%）
- 索热尔玛公司
- EFW公司
- 创新工厂
- 道尼尔咨询公司
- Voom網約直升機服務

## 外部連結
- Airbus